# Swedish Baltic Sea Water Award
Swedish Baltic Sea Water Award grundades 1999 av svenska Utrikesdepartementet för att uppmärksamma och visa uppskattning för enskilda eller gemensamma bedrifter för att förbättra Östersjöregionens vattenmiljö fram till 2010.  Det delades ut till olika aktörer som individer, företag, organisationer och statliga myndigheter från länderna runt Östersjön.
Priset delades ut årligen till 2010 och bestod av 250 000 kronor, en kristallskulptur samt en inbjudan att delta i konferensen World Water Week in Stockholm under vilken vinnaren också presenteras. Priset administrerades av Stockholm International Water Institute (SIWI).

## Pristagare
- 2010 Professor Maciej Nowicki och professor Marek Gromiec, Polen

I den officiella prismotiveringen framhöll juryn att Maciej Nowicki och Marek Gromiec lyckats kombinera vetenskap, förvaltning och politiskt arbete i syfte att minska utsläppen av näringsämnen till Östersjön. Utöver forskningen är professor Maciej Nowicki grundare av EcoFund, ett oberoende, icke-vinstinriktat organ som fördelar utländskt kapital till miljöskyddsprojekt i Polen. Professor Marek Gromiec har lett ett antal nationella och internationella projekt som inneburit att nationella riktlinjer för vattenhantering och utsläppskontroll införts i Polen. Som ordförande för det nationella vattenhanteringsrådet har han lämnat väsentliga bidrag till minskningen av Polens utsläpp i Östersjön.
- 2009 Helsingforskommissionen (HELCOM), Finland

Helsingforskommissionen (HELCOM) arbetar för att skydda den marina miljön från all sorts föroreningar i Östersjön.
- 2008 Professor Krzysztof Edward Skóra, Hel marine station vid universitet i Gdansk, Polen

Professor Skóra fick utmärkelsen för sin forskning om effekterna av nya invasiva arter i de känsliga kustvattenekosystemen i Polen. Utöver sin forskning driver professor Skóra Hel Marine Station vid universitetet i Gdansk, vars syfte är att sprida kunskap och medvetenhet om Östersjön och dess ekosystem. Han har lett stationens  forskning kring fisk och marina däggdjur och utbildningsverksamheten bedrivs i form av seminarier, kurser och studiebesök.
- 2007 Ecodefense, Kaliningrad, Ryssland

Ecodefense fick priset för sina insatser för att öka kunskapen och medvetenheten om Östersjöns vattenmiljö. De har drivit kampanjer för att bland annat skydda vattenresurser, minska utsläpp från industrier och för att utbilda ungdomar och lärare om Östersjön.
- 2006 Björn Carlson, Sverige

Björn Carlson fick priset för sitt stora engagemang för att förbättra Östersjöns marina miljö. Han har visat sitt engagemang bland annat genom att donera 500 miljoner svenska kronor till Östersjöstiftelsen. Genom denna stora donation vill han uppmuntra politiker, myndigheter, företag, fiskesamhällen och andra sektorer runt hela Östersjön att våga pröva nya metoder och att vidta okonventionella åtgärder i arbetet för att förbättra havsmiljön.
- 2005 Vodokanal St. Petersburg och dess generaldirektör, Mr. Felix Karmazinov

Vodokanal, som är St. Petersburgs kommunala vattenverk, och Mr Karmazinov har varit drivande krafter bakom slutförandet av Southwest Wastewater Treatment Plant (SWTP). Genom att rena 330 000 kubikmeter avloppsvatten dagligen så bidrar SWTP till att förbättra vattenkvaliteten i Östersjön.
- 2004 Natur och vattenmiljödivisionen på Fyn, Danmark

Myndighetens höga och professionella standard, visionära strategier och starka engagemang för miljön har resulterat i renare vatten, inte bara i Danmark men också för länderna runtomkring Östersjön.
- 2003 Frantschach Swiecie SA, Polen

Genom anläggningsförbättringar som använder sig av ny teknik inom massa- och pappersindustrin har Frantschach Swiecie uppnått betydande minskning av förorenande utsläpp till floden Vistula och Östersjön.
- 2002 Litauiska byggnads- och stadsutvecklingsstiftelsen (Housing and Urban Development Foundation)

Den litauiska byggnads- och stadsutvecklingsstiftelsen hedrades för sina innovativa program och projekt som bidragit till en avsevärd minskning av Litauens organiska föroreningar till Östersjön. Den övergripande strategin kan tjäna som modell för andra regioner i Östersjöområdet.
- 2001 Leonid Korovin från St. Petersburg, Ryssland

Mr. Korvin hedrades för sitt positiva bidrag till utvecklingen av en rad aktiviteter som syftar till att bevara vattenmiljön i den del av Östersjön närmast St. Petersburg, som släpper ut stora mängder föroreningar i Östersjön.
- 2000 Staden Gdansk, Polen

Staden Gdansk hedrades för att vara den drivande kraften bakom inrättandet av Wschód avloppsreningsverk, som tar emot och renar avloppsvatten från Gdansk och fyra andra polska städer och bebyggda områden. Wschóds avloppsreningsverk har haft en mycket tydlig positiv effekt på vattenkvaliteten i Gdanskbukten, en del av Östersjön.
- 1999 PURAC Polen

PURAC Polen vann den första Swedish Baltic Sea Water Award genom att bygga flera nya, avancerade avlopps- och reningsverk längs stora floder som rinner ut i Östersjön. Dessa projekt har bidragit till att förbättra den marina miljön i Östersjön.